# Соторрібас
Соторрібас (ісп. Sotorribas) — муніципалітет в Іспанії, у складі автономної спільноти Кастилія-Ла-Манча, у провінції Куенка. Населення — 864 особи (2010).
Муніципалітет розташований на відстані близько 130 км на схід від Мадрида, 13 км на північ від Куенки.
На території муніципалітету розташовані такі населені пункти: (дані про населення за 2010 рік)
- Кольядос: 63 особи
- Пахарес: 47 осіб
- Рібагорда: 77 осіб
- Рібатахада: 101 особа
- Рібатахаділья: 59 осіб
- Сотос: 478 осіб
- Торресілья: 27 осіб
- Вільясека: 12 осіб

## Демографія
Динаміка населення (INE ):